# Tata-groep

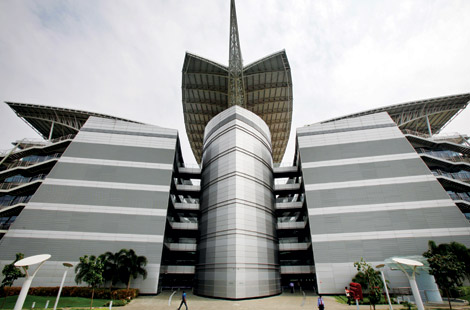
Tata Consultancy Services largest campus in Chennai, India

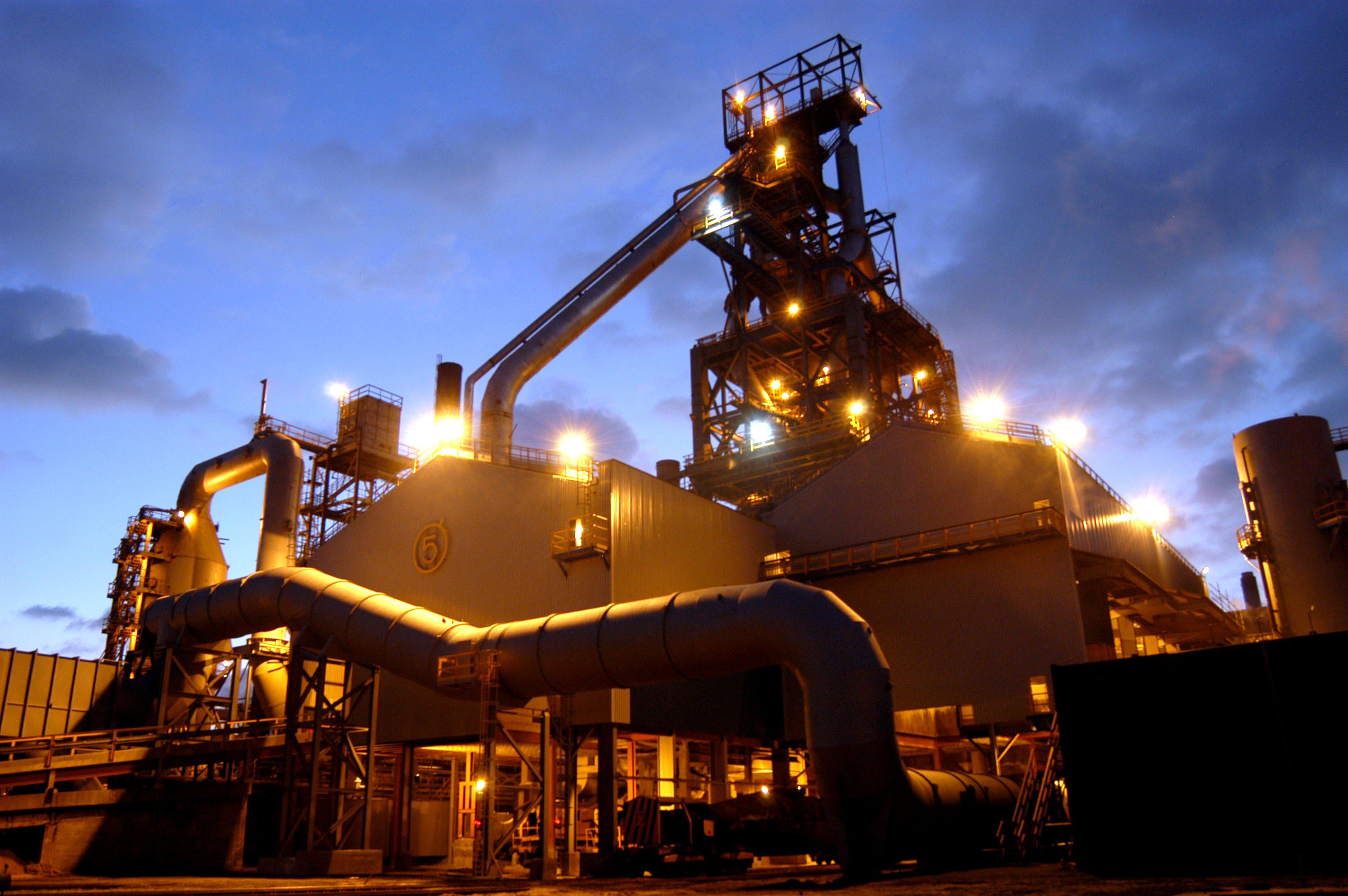
Port Talbot Staalfabriek

Tata-groep (Engels: Tata Group) is een Indiaas conglomeraat. De producten strekken zich uit over 10 uiteenlopende branches en de groep heeft 30 dochterbedrijven. De bedrijven zijn actief in meer dan 150 landen en op 6 continenten. Op basis van de omzet is Tata-groep het grootste private conglomeraat van India. Tata-groep is grotendeels eigendom van de holding company Tata Sons.
In Nederland is de Tata-groep algemeen bekend door het dochterbedrijf Tata Steel IJmuiden.

## Oprichting
De Tata-groep is opgericht door Jamsetji Nusserwanji Tata in 1868. Tata's verre, geadopteerde neef Ratanji Dadabhoy Tata, speelde ook een belangrijke rol in de oprichting van de Tata-groep.
Sinds de oprichting zijn de nakomelingen en familie van Jamsetji Tata nog steeds bestuursleden van het bedrijf.

## Bedrijven
Tata Sons is de grootste aandeelhouder in de bedrijven van de groep. Onder de Tata-vallen veel verschillende bedrijven en dochterbedrijven. In het gebroken boekjaar 2020/21 was de gezamenlijke omzet van al deze bedrijven zo'n US$ 103 miljard (INR 7,7 biljoen). Per 31 december 2021 waren er 29 bedrijfsonderdelen met een beursnotering en  de totale beurswaarde was US$ 314 miljard (INR 23,4 biljoen).
Veruit het grootste en meest waardevolle onderdeel is Tata Consultancy Services (TCS), een dienstverlener op het gebied van IT en advies. TCS werd opgericht in 1968 als een onderdeel van Tata Sons Limited. In het gebroken boekjaar, dat stopte per 31 maart 2022, had het een omzet van US$ 25,7 miljard. TCS telt bijna 600.000 medewerker in 55 landen. TCS is een van de vele bedrijven die deel uitmaken van de groep met een eigen beursnotering, in 2004 kreeg TCS een notering aan de BSE (Bombay Stock Exchange) en NSE (National Stock Exchange) in India. In 2022 had Tata Sons iets meer dan 70% van de aandelen TCS in handen.
In Nederland heeft het bedrijf Tata Steel IJmuiden, voorheen de Koninklijke Hoogovens. 
Daarnaast zijn er wereldwijd nog veel meer dochterbedrijven en takken te noemen, zoals:
| Bedrijf                                          | Grote dochterbedrijven | Aandelen- belangen (in %) |
| ------------------------------------------------ | --- | ------------------------- |
| Staal                                            | |                           |
| Tata Steel                                       | - Tata Steel Nederland - Tata Steel IJmuiden - Tata Steel UK - Voorheen ook Tata Steel Europe - Tata Steel Long Products (74,91) - Tata Steel Thailand - Tata Tinplate - Tayo Rolls - Jamshedpur FC - Tata Metaliks (60,0%) | 32,46                     |
| Auto-industrie                                   | |                           |
| Tata Motors                                      | - Tata Technologies Limited - Jaguar Land Rover - Tata Daewoo - Tata Hispano - Tata Hitachi Construction Machinery - Tata Motors Cars                                                                                       | 46,40                     |
| Electriciteit                                    | |                           |
| Tata Power                                       | - Tata Power Solar - Nelco Limited (48,64%) |                           |
| Techniek                                         | |                           |
| Tata Projects                                    | | 100                       |
| Tata Consulting Engineers                        | | 100                       |
| Toerisme en reizen                               | |                           |
| Indian Hotel Company                             | - Taj Hotels - Vivanta - Ginger | 38,43                     |
| Taj Air                                          | | 100                       |
| AirAsia India                                    | | 83,67                     |
| Air India Limited                                | - Air India - Air India Express - Air India SATS Airport Services (50%) | 100                       |
| Vistara                                          | | 51                        |
| Onroerendgoed                                    | |                           |
| Tata Housing                                     | | 100                       |
| Tata Realty and Infrastructure                   | | 100                       |
| Hemisphere Prop                                  | | 14,07                     |
| Tata Autocomp Systems                            | | 100                       |
| Verkoop en detailhandel                          | |                           |
| Tata Chemicals                                   | - Tata Chemicals Europe - Tata Salt | 31,9                      |
| Tata Consumer Products                           | - Good Earth Teas - Tata Coffee - Tetley - Eight O'Clock - Tata Starbucks (50%) | 29,39                     |
| Voltas                                           | | 26,64                     |
| Titan Company Ltd                                | - CaratLane - Favre-Leuba - Fastrack - Tanishq | 20,84                     |
| Trent (Westside)                                 | - Westside - Star Bazaar (100%) - Landmark Bookstores - Zudio - Zara India (49%) | 32,45                     |
| Financiële dienstverlening                       | |                           |
| Tata Capital                                     | | 100                       |
| Tata Asset Management                            | | 100                       |
| Tata AIG                                         | | 100                       |
| Tata AIA Life                                    | | 100                       |
| Tata Investment Corp                             | | 68,51                     |
| Telecommunicatie, media en informatietechnologie | |                           |
| Tata Communications                              | VSNL International Canada | 31,90                     |
| Tata Teleservices                                | | 19,58                     |
| Tata Play                                        | | 60                        |
| Tata Consultancy Services (TCS)                  | - TCS China - TRDDC - CMC Limited - Computational Research Laboratories | 72,27                     |
| Tata Elxsi                                       | | 42,22                     |
| Handel en beleggen                               | |                           |
| Tata International                               | | 100                       |
| Tata Industries Ltd                              | - Tata Health - TataCLiQ | 100                       |
| Ruimtevaart en defensie                          | |                           |
| Tata Advanced Systems                            | | 100                       |
| Digitaal                                         | |                           |
| Tata Digital                                     | - BigBasket (68%) - Tata 1mg (55%) - Tata Neu - Infinity Retail | 100                       |